# Jylhä
Jylhä è l'undicesimo album in studio del gruppo musicale finlandese Korpiklaani, pubblicato nel 2021.

## Tracce
1. Verikoira – 6:19
2. Niemi – 3:42
3. Leväluhta – 3:50
4. Mylly – 4:43
5. Tuuleton – 5:50
6. Sanaton maa – 4:29
7. Kiuru – 5:26
8. Miero – 4:21
9. Pohja – 4:28
10. Huolettomat – 4:16
11. Anolan aukeat – 3:05
12. Pidot – 3:47
13. Juuret – 6:19

## Formazione
- Jonne Järvelä – voce, chitarra acustica, mandolino, percussioni, violafono
- Kalle "Cane" Savijärvi – chitarra, cori
- Jarkko Aaltonen – basso
- Samuli Mikkonen – batteria
- Sami Perttula – fisarmonica
- Tuomas Rounakari – violino